# Vermilion Provincial Park
Vermilion Provincial Park är en park i Kanada.   Den ligger i provinsen Alberta, i den centrala delen av landet, 2 700 km väster om huvudstaden Ottawa. Vermilion Provincial Park ligger 573 meter över havet. Arean är 7,5 kvadratkilometer.
Terrängen runt Vermilion Provincial Park är huvudsakligen platt. Vermilion Provincial Park ligger nere i en dal. Runt Vermilion Provincial Park är det ganska tätbefolkat, med 172 invånare per kvadratkilometer.. Närmaste större samhälle är Vermilion, 4,2 km öster om Vermilion Provincial Park. 
Trakten runt Vermilion Provincial Park består till största delen av jordbruksmark.